# 5024 Bechmann
5024 Bechmann è un asteroide della fascia principale. Scoperto nel 1985, presenta un'orbita caratterizzata da un semiasse maggiore pari a 3,2246334 au e da un'eccentricità di 0,0547730, inclinata di 14,60904° rispetto all'eclittica.
L'asteroide è dedicato al danese Poul Bechmann.